# Mary Cheney

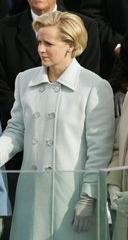
Mary Cheney

Mary Claire Cheney (n. 14 martie 1969, Madison, Wisconsin, SUA) este a doua fiică a lui Dick Cheney, Vicepreședinte al Statelor Unite ale Americii, și a soției lui, Lynne Cheney.
În ciuda faptului că provine dintr-o familie de republicani, cu valori sociale conservatoare, Mary Cheney este o activistă pentru drepturile persoanelor LGBT, fiind lesbiană.
A născut un copil în 2007, pe care îl crește împreună cu partenera sa, Heather Poe.